# Topres
Topres is een historisch merk van hulpmotoren voor fietsen. 
Nederlands merk van vader en zoon Oosterwijk uit Gouda dat rond 1956 eigen clip-on motoren maakte. De verkoopaantallen bleven laag (rond die tijd was de bromfiets meer in opkomst). Het motortje was echter veel goedkoper dan een Solex of Berini-eitje. De Topres-motor dreef het voorwiel aan via een rol die op haar beurt weer door een ketting werd aangedreven. 